# Utvik och Öden
Utvik och Öden var en av SCB avgränsad och namnsatt småort i Kramfors kommun, Västernorrlands län. Den omfattade bebyggelse i de två byarna belägna i Ullångers socken. Vid 2015 års småortsavgränsning hade småorten vuxit samman med tätorten Ullånger.

## Befolkningsutveckling
| Befolkningsutvecklingen i Utvik och Öden 1990–2010 | Befolkningsutvecklingen i Utvik och Öden 1990–2010 | Befolkningsutvecklingen i Utvik och Öden 1990–2010 | Befolkningsutvecklingen i Utvik och Öden 1990–2010 | Befolkningsutvecklingen i Utvik och Öden 1990–2010 |
| -------------------------------------------------- | -------------------------------------------------- | -------------------------------------------------- | -------------------------------------------------- | -------------------------------------------------- |
|                                                    |                                                    |                                                    |                                                    |                                                    |
| År                                                 |                                                    |                                                    | Folkmängd                                          | Areal (ha)                                         |
| 1990                                               | 1990                                               |                                                    | 87                                                 | 19#                                                |
| 1995                                               | 1995                                               |                                                    | 87                                                 | 20#                                                |
| 2000                                               | 2000                                               |                                                    | 88                                                 | 21#                                                |
| 2005                                               | 2005                                               |                                                    | 77                                                 | 21#                                                |
| 2010                                               | 2010                                               |                                                    | 74                                                 | 23#                                                |
| Anm.: Sammanvuxen med Ullånger 2015. # Som småort. |                                                    |                                                    |                                                    |                                                    |